# Госслен, Паскаль-Франсуа-Жозеф
Паскаль-Франсуа-Жозеф Госслен (фр. Pascal-François-Joseph Gossellin; 1751—1830) — французский археолог, географ и библиотекарь; член Королевской Академии надписей и изящной словесности.

## Биография
Паскаль-Франсуа-Жозеф Госслен родился 6 декабря 1751 года в городе Лилль. По окончании учебы, чтобы привить юноше вкус к коммерции, родители отправили его путешествовать по Франции, Италии, Испании и Нидерландам. Выполняя свои коммерческие задачи, он уже тогда начал  собирать материалы для своей будущей работы по древней географии.
В 1790 году, во время конкурса, предложенного Королевской Академией надписей и изящной словесности, он выиграл первый приз за работу по географии греков. Вскоре он стал полноправным членом этой академии.
Его исследования по древней географии были собраны и изданы в «Géographie des Grecs analysée» (1790) и «Recherches sur la géographie des anciens» (1798—1813).
За заслуги перед отечеством Госслен был произведён в офицеры ордена Почётного легиона.
Паскаль-Франсуа-Жозеф Госслен умер 7 февраля 1830 года в городе Париже.

## Избранная библиография
- Catalogue des médailles antiques et modernes, principalement des inédites et des rares, en or, argent, bronze, etc., du cabinet de Michelet d'Ennery|M. d'Ennery, 1788
- Géographie des Grecs analysée, ou les Systèmes d'Ératosthène, de Strabon et de Ptolémée comparés entre eux et avec nos connaissances modernes, 1790
- Recherches sur la géographie systématique et positive des anciens pour servir de base à l'histoire de la géographie ancienne, 1813
- De l'Évaluation et de l'Emploi des mesures itinéraires grecques et romaines, 1813
- Atlas ou recueil de cartes géographiques, 1814
- Recherches sur le principe, les bases et l'évaluation des différents systèmes métriques linéaires de l'antiquité, 1819.